# Мороз, Юрий Павлович
Ю́рий Па́влович Моро́з (29 сентября 1956, Краснодон, Ворошиловградская область — 14 июля 2025) — советский и российский актёр театра и кино, кинорежиссёр, сценарист и кинопродюсер.

## Биография
Родился 29 сентября 1956 года в Краснодоне. Отец Павел Прокофьевич работал электриком на шахте имени Засядько, мать Лидия Михайловна — хирург. Год проучился в Донецком ПТУ.
В 1975 году отправился в Москву. В 1979 году он окончил Школу-студию МХАТ, где занимался на курсе В. Монюкова, и стал актёром Московского театра имени Ленинского комсомола. В труппе этого театра актёр работал до 1987 года.
Был секретарём комсомольской организации школы-студии МХАТ.
В кино дебютировал в исторической дилогии Сергея Герасимова «Юность Петра» и «В начале славных дел». Широкий зритель запомнил его по роли Тони в мюзикле «Принцесса цирка» (1982).
В 1988 году окончил режиссёрский факультет ВГИК, где учился в мастерской Сергея Герасимова и Тамары Макаровой.
Его режиссёрским дебютом стал фантастический фильм по роману Кира Булычёва «Подземелье ведьм», вышедший на экраны в 1990 году. В 1992 году снял детектив «Чёрный квадрат», выступив также и как сценарист.
С 1993 года был президентом Ассоциации молодых кинематографистов.
В 1995 году впервые выступил как продюсер — с фильмом-альманахом «Прибытие поезда».
С 1999 года  по 2011 снимал телесериал «Каменская» по детективным произведениям А. Марининой.
В 2003 году по своему сценарию снял телесериал «Женщины в игре без правил».
В 2005 году снял телесериал «Дети Ванюхина» по повести Григория Ряжского.
В 2006 году основал кинокомпанию «Мороз фильм», специализирующуюся на производстве телевизионных и полнометражных художественных фильмов, первым из которых стал фильм «Точка» (2006). Фильм удостоился премии Silver hugo за главные женские роли (Дарья Мороз, Виктория Исакова, Анна Уколова) на Международном кинофестивале в Чикаго.
Следующим этапом стали съёмки телевизионного фильма «Братья Карамазовы» (2007), где Юрий Мороз выступал в качестве продюсера и режиссёра фильма. В 2007 году был одним из продюсеров сериала «Ликвидация» режиссёра Сергея Урсуляка.
В 2009 году снял классический детектив по бестселлеру Бориса Акунина «Пелагия и белый бульдог».
В 2012 году совместно с Дмитрием Харатьяном при поддержке Фонда кино и Фонда «Ренова» приступил к съёмкам фантастического фильма «Форт Росс: В поисках приключений» по роману Дмитрия Полетаева.

### Смерть
Умер в ночь с 13 на 14 июля 2025 года в возрасте 68 лет после продолжительной болезни — рака поджелудочной железы, который был выявлен в 2023 году. Церемония прощания прошла 16 июля в Большом траурном зале ЦКБ. Похоронен в тот же день на Ваганьковском кладбище в Москве (рядом с могилой первой супруги Марины Левтовой).

## Общественная позиция
В октябре 2022 года в передаче «Судьба человека» Мороз заявил, что «заставить или пытаться насильно украинизировать языком Донбасс — это просто ошибка», а также, что «начинать воспитание детей с того, что есть нация, которая „антинация“ по отношению к тебе, — мне кажется, это очень большое заблуждение. Это самая большая глупость, которую можно делать».

## Личная жизнь
Первая жена — Марина Левтова (1959—2000), актриса театра и кино, заслуженная артистка России (1999). Трагически погибла в 2000 году после катания на снегоходе вследствие полученной черепно-мозговой травмы.
- Дочь — Дарья Мороз (род. 1983), актриса театра и кино, кинорежиссёр, заслуженная артистка России (2018)

Вторая жена (с 2003 по 2025) — Виктория Исакова (род. 1976), актриса театра и кино, заслуженная артистка России (2019)
- Дочь Марина умерла в 2003 году в возрасте 3 месяцев.
- Дочь Варвара (род. 4 ноября 2015).

Являлся крёстным отцом сына Дмитрия Харатьяна — Ивана.

## Фильмография

### Актёр
- 1980 — Юность Петра — Алёша Бровкин, сын Ивана Артемьича, офицер
- 1980 — В начале славных дел — Алёша Бровкин
- 1981 — На чужом празднике — студент Дима
- 1982 — Шагреневая кожа — Рафаэль де Валентен
- 1982 — Гренада — «Неистраченный»
- 1982 — Принцесса цирка — Тони (вокал — Олег Анофриев)
- 1983 — Пацаны — Костя
- 1983 — Тайна «Чёрных дроздов» — Вивиан Дюбуа
- 1983 — Мэри Поппинс, до свидания — почтальон
- 1984 — Нужна солистка — Янис (вокал — Каспар Димитерс)
- 1985 — Картина — Поливанов в юности
- 1986 — Лермонтов — Николай Соломонович Мартынов
- 1987 — Визит к Минотавру — Паоло, старший сын Страдивари (озвучил Тимофей Спивак)
- 1998 — Ночной визит — Сергей
- 2000 — Каменская — мужчина у загса (нет в титрах)
- 2002 — Каменская 2 — Градов
- 2003 — Женщины в игре без правил
- 2005 — Дети Ванюхина — Вольф
- 2007 — Цена безумия — Николай Борисович Берестов

### Режиссёр
- 1986 — Эксперимент 200 (короткометражный)
- 1990 — Подземелье ведьм
- 1992 — Чёрный квадрат
- 1999—2003 — Каменская (с первого по третий сезон)
- 2003 — Женщины в игре без правил
- 2005 — Дети Ванюхина
- 2006 — Точка
- 2007 — Братья Карамазовы
- 2008 — Апостол
- 2009 — Пелагия и белый бульдог
- 2011 — Последние римляне
- 2014 — Форт Росс. В поисках приключений
- 2014 — Инквизитор
- 2018 — Операция «Сатана»
- 2021 — Теория вероятности
- 2021 — Угрюм-река
- 2021 — Содержанки (третий сезон)
- 2023 — Лунатики[10]
- 2023 — Родительский день (короткометражный)
- 2024 — Я не могу без тебя

### Сценарист
- 1992 — Чёрный квадрат
- 2003 — Женщины в игре без правил (телесериал, совместно с Алёной Званцовой)
- 2006 — Точка
- 2023 — Раневская (участие; совместно с Ларисой Жолобовой и при участии Алины Семеряковой)
- 2023 — Лунатики[10]

### Продюсер
- 1995 — Прибытие поезда
- 2004 — Самара-городок
- 2005 — Большая прогулка
- 2005 — Дети Ванюхина
- 2005 — Золотой телёнок
- 2005 — Человек войны
- 2005 — Мастер и Маргарита
- 2006 — Точка
- 2006 — Ленинградец
- 2006 — Волкодав из рода Серых Псов
- 2006 — Патруль
- 2006 — Герой нашего времени
- 2006 — Офицеры
- 2006 — Свой-чужой
- 2006 — Снежная королева
- 2006 — Последний бронепоезд
- 2007 — Экватор
- 2007 — Молодой Волкодав
- 2007 — Братья Карамазовы
- 2007 — Ликвидация
- 2008 — Апостол
- 2008 — Стритрейсеры
- 2008 — Никто не знает про секс 2: No sex
- 2008 — Домовой
- 2008 — Однажды в провинции
- 2008 — Королева
- 2008 — Мымра
- 2008 — Две сестры
- 2008 — Золотой ключик
- 2009 — Чудо
- 2009 — Жить сначала
- 2009 — Снежный человек
- 2009 — Пелагия и белый бульдог
- 2009 — Огни большого города
- 2010 — Хранители сети
- 2010 — Партизаны
- 2014 — Форт Росс: В поисках приключений
- 2015 — Человек-амфибия (не завершён)

## Награды
- Специальный приз «Лучшая режиссёрская работа в телесериале» на фестивале «Бригантина» за телесериал «Каменская» (2000).
- Приз за лучший сценарий кинофестиваля «Выборг 2023» за фильм «Лунатики» (2023)[11].